# Ослен Криводол
Вижте пояснителната страница за други значения на Криводол.
Òслен Криводо̀л е село в Северозападна България, община Мездра, област Враца.

## География
Село Ослен Криводол се намира на около 22 km изток-югоизточно от областния център Враца, около 8 km изток-югоизточно от общинския център Мездра и около 12 km запад-югозападно от град Роман. Разположено е в Западния Предбалкан, в северните разклонения на планинския рид Гола глава. На изток от селото се намират връх Чепина (514,8 m) и връх Глава, на югозапад връх Ветрен (505,5 m), от север връх Креща и от юг връх Китката (575,2 m). Северозападно край селото тече Лишка река – десен приток на река Искър, която се влива в Искър на около 2 km северно от Ослен Криводол, а през селото протича десният приток на Лишка – Синьобръжката река със своя ляв приток Средна река. Надморската височина в центъра на селото е около 235 m.
Общинският път, минаващ през Ослен Криводол, води на запад през селата Лик и Дърманци до връзка с първокласния републикански път I-1 (част от Европейски път Е79), а на изток – към село Синьо бърдо и селата нататък.
Землището на село Ослен Криводол граничи със землищата на селата Царевец, Синьо бърдо, Курново, Липница и Лик.
В землището на Ослен Криводол, на около 2,5 km южно от селото, се намира язовир Ослен Криводол, захранван с вода от три непресъхващи извора.
Населението на село Ослен Криводол, наброявало 781 души при преброяването към 1934 г. и намаляло до 275 към 1985 г., наброява към 2020 г. (по текущата демографска статистика за населението) 119 души.
При преброяването на населението към 1 февруари 2011 г., от обща численост 135 лица, за 120 лица е посочена принадлежност към „българска“ етническа група, за 13 – към ромска и за 2 не е даден отговор.

## Население
Преброяване на населението през 2011 г.
Численост и дял на етническите групи според преброяването на населението през 2011 г.:
|                     | Численост | Дял (в %) |
| Общо                | 135       | 100,00    |
| Българи             | 120       | 88,88     |
| Турци               | 0         | 0,00      |
| Цигани              | 13        | 9,62      |
| Други               | 0         | 0,00      |
| Не се самоопределят | 0         | 0,00      |
| Неотговорили        | 2         | 1,48      |

## Забележителности
Язовир Ослен Криводол е екологично чист и никога не е замърсяван. Природата около него е запазена. Зарибен е и предлага чудесни условия за спортен риболов. На брега на язовира има изграден заслон с огнище.
На територията на селото има два архитектурни паметника, датиращи от Средновековието:
– Средновековна църква, намираща се в местността „Гробището“ на 1,5 км северозападно от селото, обявена за паметник на културата в ДВ бр.91/1979 г.
– Средновековна крепост, намираща се на 3 км северно от селото, обявена за паметник на културата в ДВ бр. 90/1960 г., която все още не е изучена.
Това, което прави селото неповторимо, са многото непресъхващи извори на питейна вода, независимо от релефа на местността.

## Личности
Първият висшист на селото е д-р Пело Дунов Пелов – роден на 30.06.1919 г. Завършил хуманна и ветеринарна медицина 1943 г.в СУ. „СВ. Климент Охридски“ – София. Участник в Отечествената война, о.з.полковник. Работил като ветеринарен лекар в Германия и Монголия. Владеел е писмено и говоримо руски, немски, френски, английски и испански език. Починал на 12.02.1997 г. Съпругата му, Благородна Божинова Цветанова – Пелова, е една от великите българки-мъченици, изтезавани в сръбските лагери заради смелостта да се наречеш българин и да не продаваш българщината. И двамата са погребани в гробището на село Ослен Криводол. Прапрадядото на д-р Пелов е бил поп на село Скравена – поп Стайко, който защитавайки семейството си (по време на османската власт), убива нападнал го турчин. Един от дядовците му е Ботев четник – дядо Илия.